# Mo-Do
Fabio Frittelli (født 24. juli 1966 i Monfalcone, død 6. februar 2013 i Udine) bedre kendt under sit kunstnernavn Mo-Do var en italiensk musiker. Han hittede i 1990’erne med sin single "Eins, Zwei, Polizei" , der blandt andet toppede som nummer 2 i Danmark.

## Død
Den 7. februar 2013 blev Mo-Do fundet død i sit hjem i Udine. Politiet betragtede hans død som et selvmord.